# Chiesa di San Giorgio (Coriza)
La chiesa di San Giorgio (in albanese kisha e Shën Gjergjit) è stata una chiesa ortodossa di Coriza, inaugurata nel 1905 e demolita dal regime socialista dopo il 1967.

## Storia
La chiesa fu finanziata dall'eredità dell'imprenditore Anastas Avramidhi-Lakçe e fu costruita a partire dal 1881 dietro autorizzazione delle autorità ottomane, pur subendo frequenti interruzioni per i sospetti, infondati, che si stesse realizzando una fortezza militare. I lavori, coordinati dal progettista Naum Trasha, terminarono nel 1905 e la chiesa fu aperta al culto nel mese di giugno, divenendo una delle più grandi chiese della penisola balcanica per l'epoca e venendo dedicata a San Giorgio, considerato in epoca medievale come patrono di Coriza.

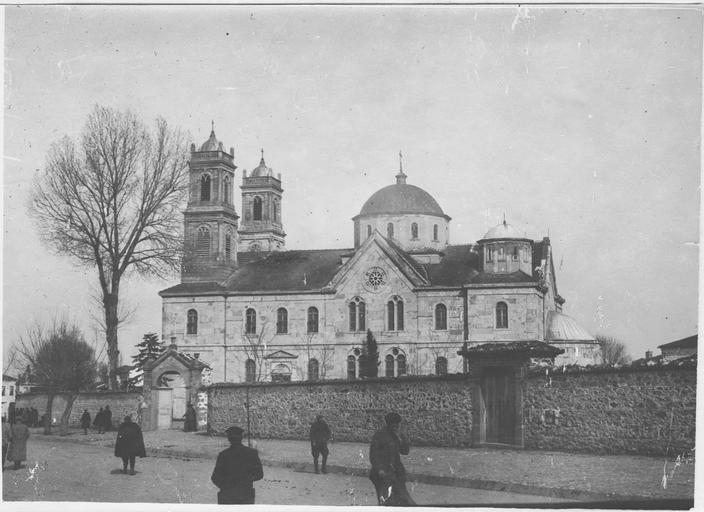
La chiesa vista di lato nel 1917.

Nel 1909 nella chiesa si tenne clandestinamente la prima messa celebrata in albanese, rompendo la tradizione secolare di celebrarla in greco imposta dal Patriarcato ecumenico di Costantinopoli, ma il clero greco punì questo affronto proibendo la celebrazione di riti religiosi fino al 1914. Nella chiesa vi fu inoltre consacrato vescovo Fan Stilian Noli nel 1922 e vi si tenne la prima messa della Chiesa ortodossa autocefala albanese, celebrata dall'arcivescovo Bessarione. Dopo la proclamazione della Repubblica Autonoma di Coriza, la chiesa apparve su alcune banconote emesse tra il 1928 e il 1930.
Il 28 gennaio 1931 la chiesa fu gravemente danneggiata da un terremoto, che distrusse inoltre i due campanili, e rimase inutilizzata fino a giugno dello stesso anno.
Dopo l'instaurazione del regime socialista nel 1946 e la proclamazione dell'ateismo di Stato nel 1967, la chiesa cadde in disuso e fu demolita insieme a numerosi altri edifici della città entro il 1971.